# Pablo Motos
Pablo Motos Burgos (Requena, 31 agosto 1965) è un comico e conduttore televisivo spagnolo.

## Carriera
Ha lavorato alla Radio Nacional de España ad Utiel, poi a Onda Cero Valencia, dove ha presentato e diretto programmi come Aquí hay más de uno, Mareando la perdiz o Hacia el dos mil, dove ha fatto parte della squadra come collaboratore di La Radio de Julia.
Tra settembre 2002 e il 22 giugno 2007 è stato presentato il programma We are no one su M80 Radio al mattino dal lunedì al venerdì.
In televisione ha presentato Megacine su Canal Nou (canale televisivo della Valencia) ed è stato uno dei creatori di The Comedy Club.
Dal settembre 2006, conduce il programma televisivo El Hormiguero sul canale Cuatro. Durante il primo anno è stato un programma settimanale in onda la domenica sera e da settembre 2007 va in onda dal lunedì al giovedì e il sabato sera.
Ha anche partecipato all'inaugurazione degli Europei di calcio del 2008 di calcio su Cuatro.